# Віскениця-Дольна
Віскениця-Дольна (пол. Wiskienica Dolna) — село в Польщі, у гміні Здуни Ловицького повіту Лодзинського воєводства.
Населення — 184 особи (2011).
У 1975-1998 роках село належало до Скерневицького воєводства.

## Демографія
Демографічна структура станом на 31 березня 2011 року:
|          | Загалом | Допрацездатний вік | Працездатний вік | Постпрацездатний вік |
| -------- | ------- | ------------------ | ---------------- | -------------------- |
| Чоловіки | 96      | 23                 | 57               | 16                   |
| Жінки    | 88      | 16                 | 48               | 24                   |
| Разом    | 184     | 39                 | 105              | 40                   |